# Бог счастья (фильм)
«Бог счастья» (англ. God of Happiness) — фильм совместного производства Германии, Франции и Грузии, режиссёром и автором сценария которого является Дито Цинцадзе. Фильм вышел в 2015 году.

## Сюжет
В фильме рассказывается история Георгия — бывшего кинорежиссёра грузинского происхождения, который вынужден играть в массовке, а также работать сутенёром своего друга Нгуду, клиентками становятся являются в основном состоятельные пожилые женщины, практикующие БДСМ. Георгий и Нгуду постоянно испытывают недостаток в деньгах и живут в грязной квартире в промзоне на окраине Штутгарта. Георгий даже вынужден продать любимую статую Нгуду, изображающую бога счастья.
Пятнадцатилетняя дочь Георгия Тина, которая живёт с матерью в Канаде, впервые за десять лет приезжает к отцу в гости. Георгий всегда лгал Тине, что он успешный актёр. Теперь Георгию предстоит изобразить для Тины жизнь богатой кинозвезды. Нгуду благодаря знакомствам с богатыми женщинами находит для Георгия виллу и машину. Георгий убеждает свою знакомую актрису Мию сыграть роль его жены-немки. Приезжает Тина — она тихая, наблюдательная и утверждает, что не говорит по-немецки, но у неё тоже есть свои секреты. План оказывается под угрозой, когда появляется Рокко — бывший партнёр Мии. Тину нелегко обмануть, и чем больше Георгий лжёт, тем больше ситуация угрожает выйти из-под контроля.

## В ролях
| Актёр             | Персонаж |
| ----------------- | -------- |
| Лаша Бакрадзе     | Георгий  |
| Эли Джеймс Близис | Нгуду    |
| Надежда Бреннике  | Мия      |
| Тина Мелиава      | Тина     |
| Юфук Бозкурт      | Рокко    |

## Производство
Съёмки начались 6 августа 2013 года в Штутгарте и длились четыре недели. Рабочее название фильма — Wettbewerb (с нем. — «Состязание»). В первоначальном сценарии главного героя звали Гурам, а вместо дочери Тины к нему приезжал сын Рати.

## Критика
Критики высоко оценили актёрскую игру и юмор в фильме. Юрген Хаазе, участник Биберахского кинофестиваля, отметил: «На первый взгляд фильм кажется небольшим рассказом, который представляется вам знакомым, но вместо этого превращается в историю, в которой всегда есть необычные ситуации, поэтические идеи и лаконичное остроумие, а жизнь похожа на игру».

## Награды
В 2015 году фильм получил гран-при Биберахского кинофестиваля.
По версии Независимого венского кинофестиваля (2016) Дито Цинцадзе был признан лучшим режиссёром, а Ральф М. Мендел — лучшим оператором.